# Resolució 707 del Consell de Seguretat de les Nacions Unides
La Resolució 707 del Consell de Seguretat de les Nacions Unides, adoptada per unanimitat el 15 d'agost de 1991 després de recordar la Resolució 687 (1991) i les representacions d'audiències de l'Agència Internacional de l'Energia Atòmica (AIEA) i la Comissió Especial de les Nacions Unides, el Consell, en virtut del Capítol VII de la Carta de les Nacions Unides, va condemnar l'Iraq per violacions i incompliment de la Resolució 687 (1991) i va ampliar els poders a la Comissió Especial i l'AIEA.
En aquest sentit, el Consell va fer diverses demandes al Govern de l'Iraq, que li exigien:
(a) proporcionar "divulgació completa, definitiva i completa" de tots els aspectes dels seus programes per desenvolupar arma de destrucció massiva i míssils balístics amb un rang de més de 150 km, inclosos els seus components, ubicacions, instal·lacions de producció i tots els altres programes nuclears;
(b) permetre a l'OAIEA i a la Comissió Especial accés sense restriccions a les àrees que vulguin inspeccionar, fins i tot a aquelles a les quals se'ls va denegar l'accés;
(c) cessar els intents d'ocultar, eliminar o destruir les seves armes nuclears, químiques o biològiques o programes de míssils balístics;
(d) permetre que la Comissió Especial i l'AIEA realitzin reconeixement aeri i vols d'inspecció a tot el país, també a efectes d'aerofotogrametria;
(e) aturar les activitats nuclears de qualsevol tipus, excloses aquelles per a finalitats agrícoles, industrials o mèdiques;
(f) garantir la seguretat i la immunitat de la fiscalitat internacional de tots els representants de la Comissió Especial i de l'AIEA, proporcionant-los transport quan sigui necessari;
(g) respondre a totes les preguntes o peticions de l'AIEA i de la Comissió Especial.
La resolució 707 va declarar que l'Iraq ha de complir sense demora les disposicions anteriors i amb les del Tractat de No Proliferació Nuclear que actualment estava violant.